# Моторний торпедний човен

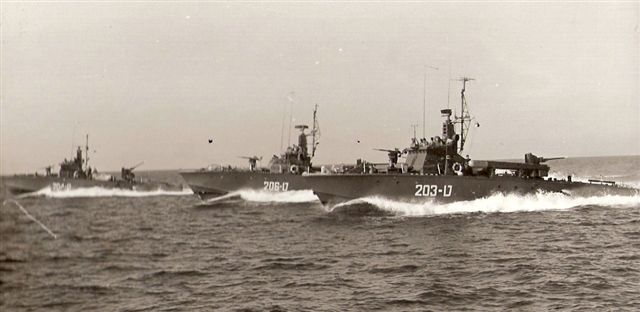
Підрозділ ізраїльських MTB, 1967

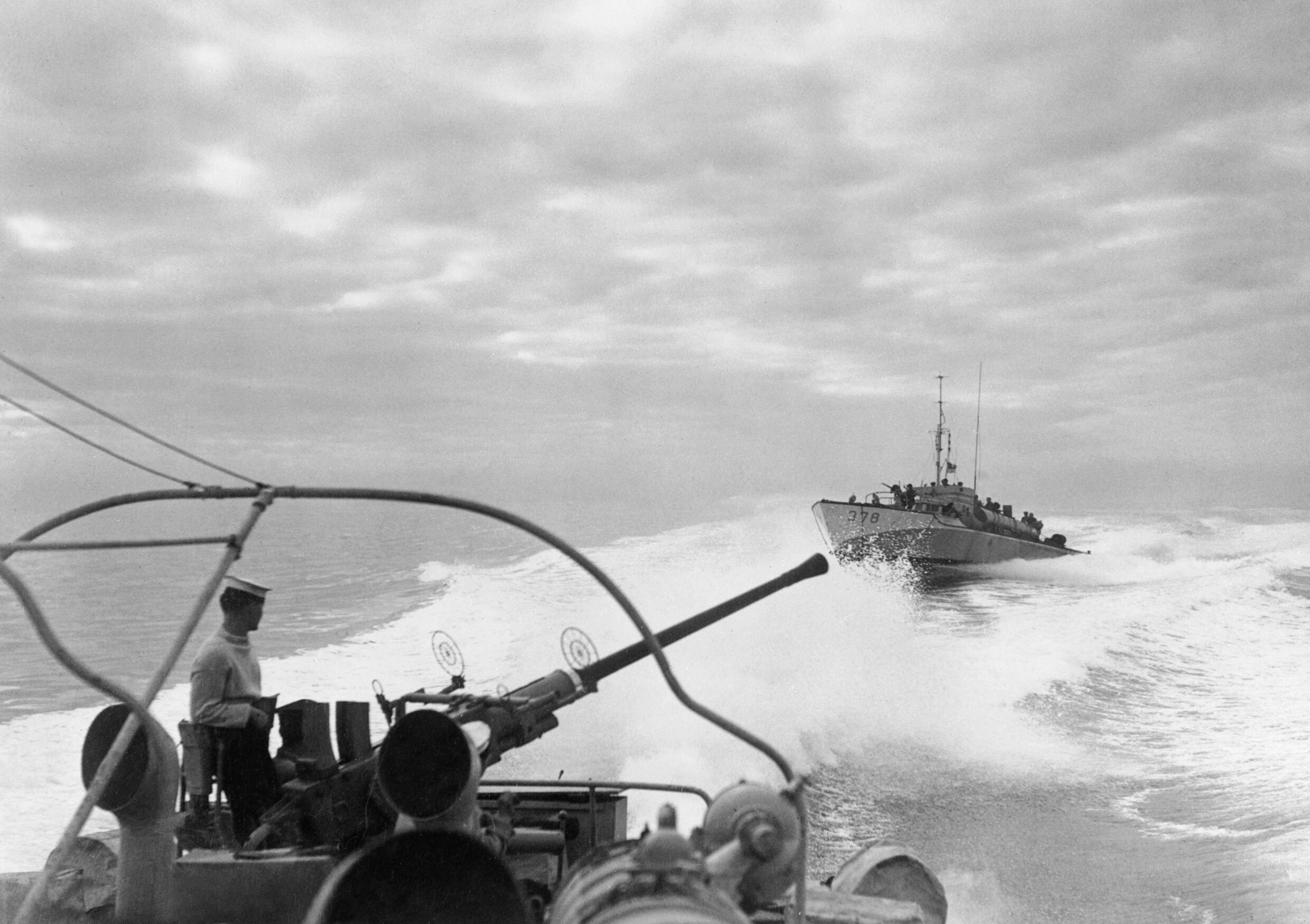
MTB у Середземному морі, лютий 1945

Моторний торпедний човен (англ. Motor Torpedo Boat (MTB)) — швидкі торпедні катери, які використовували в Королівських ВМС та у ВМС Канади. Слово «motor» в офіційних документах використовувалося, щоб відрізнити катери на бензинових двигунах від морських суден, які мали парові турбіни або поршневі парові машини.
Термін загалом використовували у Королівських ВМС під абревіатурою «MTB». Під час Другої світової війни катери ВМС США зазвичай називали за їхнім бортовим позначенням з префіксом «PT» (Patrol, Torpedo — патруль, торпеда), а тому мали назву PT човни, хоча клас досі мав назву «моторні торпедні човни».
Німецькі моторні торпедні човни часів Другої світової мали назву в Крігсмаріне S-boote (Schnellboote, «швидкі човни») та «E-човни» серед Союзників. Італійські MTB цього періоду були відомі під назвою Motoscafo Armato Silurante («човни MAS», моторні човни з торпедами). Французькі MTB були відомі як vedettes lance torpilles («швидкі торпедні човни»). Радянські MTB мали назву торпедные катеры (торпедний катер або скорочено ТКА). Румунські MTB мали назву vedete torpiloare («швидкі торпедні човни»).
Після закінчення війни у 1945 велика кількість британських човнів було роззброєно, а порожні корпуси було продано.

## Історія
MTB розробляли для високих швидкостей, операціям вночі, для засідок (низький шум від двигунів) та маневровість; це все допомагало катерам підходити до ворожих кораблів для здійснення торпедних атак. Без броні, човни могли рятуватися від ворожого вогню лише завдяки своїй великій швидкості.
Британські та італійські ВМС почали будувати такі кораблі на початку 20-го століття, перед самим початком Першої світової війни. Італійські човни MAS були відносно невеликими, водотоннажністю 20-30 тонн. MAS 15 став єдиними моторним торпедним човном в історії який потопив лінкор, австро-угорське судно Szent István у 1918.
Британські торпедні човни часів Першої світової були малими лише 15 тонн і були відомі як Берегові моторні човни. Під час Другої світової війни британські MTB входили до складу берегових сил. Схожим за розмірами, але іншим за призначенням був високошвидкісний катер BPB 63 фут (19 м) який використовували у Королівських ВПС. Останніми MTB Королівських ВМС стали два швидких патрульних катера класу Brave які спустили на воду у 1958. Їхня швидкість становила 50 вузлів (93 км/год).

## Технічні характеристики
Багато човнів мали позначення MTB. Було побудовано та перероблено багато конструкцій. Наприклад, у 1930 році було представлено катер довжиною 17 м і швидкістю 40 вузлів.

### Лоцманський човен Vosper
Лоцманський човен Vosper був розроблений комманедром Петером Дю Каном CBE, керуючим директором Vosper Ltd, у 1936. Човен було побудовано і спущено на воду у 1937. Його придбало Адміралтейство і був прийнятий на озброєння у Королівські ВМС під назвою MTB 102.
- Довжина: 68 фут (21 м)
- Ширина: 19 фут 9 дюйм (6,02 м)
- Осадка: 3 фут 9 дюйм (1,14 м)
- Двигун: 3 Isotta Fraschini 57-літрові бензинові двигуни
- Потужність: 3,300 к. с. (2,461 кВт; 3,346 PS)
- Швидкість: 48 вуз (55 миля/год; 89 км/год) (light), 43 вуз (49 миля/год; 80 км/год) (повне навантаження)
- Екіпаж: 2 офіцери, 10 матросів.
- Озброєння:
  - Два 21 дюйм (533 мм) торпедних апарати (на човні випробували глибинні бомби, кулемети та 20 мм гармати Oerlikon)[джерело?]

MTB 102 був найшвидшим британським бойовим судном. Човен використовували під час евакуації з Дюнкерка і перевозив Вінстона Черчилля та Дуайта Ейзенхауера коли вони оглядали флот перед початком вторгнення до Нормандії.

### Британський 18-ти метровий моторний човен MTB
Човни були розроблені на основі рятувального судна British Power Boat, яке було розроблено для Королівських ВПС, але зі зменшеною до 18 метрів довжиною. Вони могли нести дві 18-дюймів (457 мм) торпеди і могли досягти швидкості у 33 вуз (38 миля/год; 61 км/год). Королівські ВМС замовили перший човен (з 18) у 1936. Вони були прийняті на службу під позначенням MTB номерами від 1 до 12 та від 14 до 19. На початку війни у пресі поширювали фото цих катерів із різними номерами, щоб створити враження, що у Королівських ВМС багато таких човнів. Одне фото було відправлено до щомісячного журналу Popular Science під номером двадцять три.

### Моторний 21-метровий торпедний човен Vosper
Крім того компанія Vosper розробила для Королівських ВМС човен довжиною у «70 ft» у 1940. Катер випускали з модифікаціями під позначенням MTB 31-40, 57-66, 73-98, 222—245, 347—362, 380—395 та 523—537.
Три морські двигуна Packard V1-12 розганяли катер до швидкості в 37 вуз (43 миля/год; 69 км/год). Перші моделі мали два 21-дюйм (533 мм) торпедні апарати, два кулемети калібру 0,50 дюйм (13 мм) та два кулемети калібру  0,303 дюйм (7,7 мм). Вони могли нести також чотири глибинні бомби.

### Vosper Типи 1 та 2
У період з 1943 по 1945 було розроблено дві моделі Vosper, «Vosper Type I 73ft» та Type II.

#### Vosper Type I
- Довжина: 73 ft (22 m)
- Рушій: 3 двигуни Packard 12M загальною потужністю 4200 к.с.
- Швидкість: 40 вузлів (74 км/год)
- Дальність: 470 морська миля (870 км) при швидкості 20 вузлів (37 км/год)
- Водотоннажність: 47 т
- Озброєння:
  - Чотири 18-дюймів (457 мм) торпедні апарати
  - Гармата Oerlikon 20 мм
  - Два кулемети 0.303 in Vickers K (як варіант кулемети Vickers .50)
- Екіпаж: 13

#### Vosper Type II
Катер залишався на озброєнні після війни.
- Довжина: 73 фути (22 м)
- Двигун  4200 к. с.
- Швидкість 40 вузлів (74 км/год)
- Дальність  480 морська миля (890 км) при швидкості 20 вузлів (37 км/год)
- Водотоннажність: 49 т
- Озброєння
  - Два 18-дюймів (457 мм) ТА
  - Гармата QF 6 pdr (57 мм, 2.24 inch) Mark IIA
  - Гармата 20 мм Oerlikon
  - Два кулемети 0.303 Vickers
- Екіпаж 13

### Канадські MTB

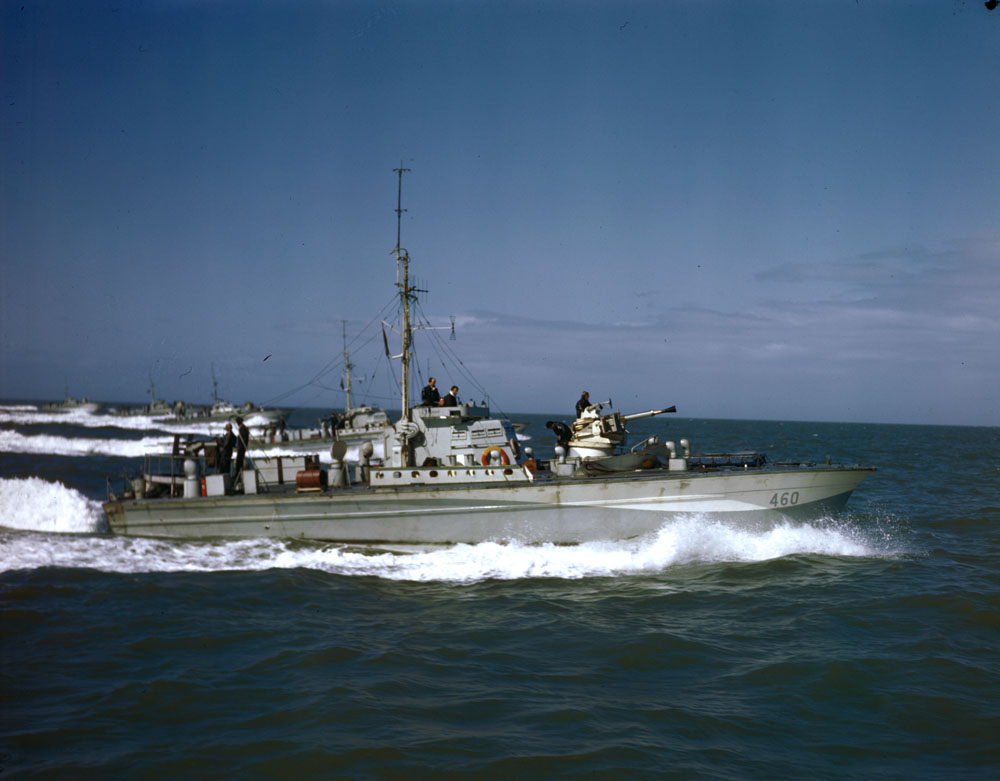
MTB-460 військово-морських сил Канади

Ці човни використовували у Королівських канадських ВМС у складі 29-ї флотилії MTB. Спочатку катер було розроблено у якості моторного артилерійського човна (MGB), який ніс на борту 6-pounder гармату (57 мм, 2,24 дюйма) для атаки малих суден, пізніше їх переробили на моторні торпедні човни.
21-метровий човен Scott-Paine Type G.
- Виробник: British Power Boats, Хіт
- Водотоннажність: 55 тонн
- Загальна довжина: 72 ft 6 inches (21 м)
- Ширина: 20 ft 7 inches (6.3 м)
- Осадка: 5 ft 8 inches (1.7 м)
- Максимальна швидкість: 38—41 вуз (70—76 км/год; 44—47 миля/год) (новий)
- Озброєння:
  - самозарядна гармата QF 6-pounder (57 мм, 2.24 inch)
  - Два 21-дюйм (533 мм) ТА (дві торпеди)
  - .303 або .50 кулемети Vickers
  - 20 мм гармата Oerlikon або 40 мм гармата Bofors
- Силова установка — три двигуни Rolls-Royce або Packard 14M V-12 з турбонаддувом 
три гвинта
- Потужність — 3,750 к.с. (загальна)
- Дальність — 140 морська миля (260 км) бойовий радіус при швидкості 25 вуз (29 миля/год; 46 км/год)[3]
- Екіпаж -

## Післявоєнне використання
Після закінчення Другої світової війни багато катерів було роззброєно і продано будиночків на воді. Серед них були Motor Gun Boats та MTB. Багато з них було пришвартовано у гавані Ленгстрон, Літлгемптоні, острові Гейлінг та у Вооттон Крік, хоча більшість із них зараз відсутні на своїх місцях. Зараз більшість будиночків MTB можна побачити у Шорхемі-бай-Сі (Західний Сассекс), Кобден-Бріджі (Саутгемптон) та Бембріджі (острів Уайт).[уточнити]